# Dead Island: Riptide
Dead Island: Riptide est un jeu vidéo en vue à la première personne de type survie-horreur développé par le studio polonais Techland et édité par Deep Silver. Il est sorti le 26 avril 2013 sur PlayStation 3, Xbox 360 ainsi que sur Windows.
Il s'agit d'un standalone du premier volet Dead Island, sorti en 2011. On y incarne des survivants qui vont devoir s'échapper d'une île infestée de zombies. Pour ce faire, il faudra créer des armes de fortune pour tenter de percer le secret d'un virus tout en tentant de rester en vie.
Une édition intitulée Dead Island Definitive Collection incluant les deux principaux jeux dans leurs versions remasterisées (où Dead Island : Riptide est en version numérique uniquement), ainsi qu'un tout nouveau jeu intitulé Dead Island Retro Revenge est sortie le 31 mai 2016 sur PS4, Xbox One et PC.

## Histoire
L'histoire de Riptide se déroule immédiatement après la fin de Dead Island, avec les quatre survivants immunisés - l'ex-joueur de football américain Logan Carter, le rappeur Sam B, la policière Xian Mei, et la garde du corps australienne Purna - qui atterrissent en hélicoptère sur un navire militaire après avoir échappé à l'infection de l'île. Ils sont immédiatement placés en quarantaine par l'Australian Defence Force Colonel Sam Hardy et Frank Serpo, un VIP civil. Sur le pont du navire, ils rencontrent un autre survivant immunisé, Sergent John Morgan, qui affirme qu'il faisait partie d'un effort humanitaire sur une île voisine jusqu'à ce que Serpo ait mis fin à sa mission.
Après que les effets des sédatifs qui leur ont été injectés pendant qu'on les examinait, dissipé, le personnage (que le joueur a choisi préalablement) se réveille et doit fuir le bateau envahi par les zombies. Serpo fuit par hélicoptère peu de temps avant que le navire, hors de contrôle, percute un rocher. L'immunisé reprend conscience sur la rive de l'île de Palanai et est retrouvé par Harlow, une chercheuse qui lui explique que l'infection de zombies s'est répandue là aussi. Après avoir retrouvé le colonel Hardy, il raconte, furieux, à l'abri que l'organisation de Serpo s'intéresse à la souche Kuru qui a causé l'épidémie de zombie et, comme Banoi, une frappe nucléaire contre Palanai est prévu pour purger l'infection et détruire les preuves.
À la suggestion de Hardy, les survivants décident de se rendre dans la ville de Henderson, espérant que la base de l'armée à proximité puisse offrir de l'aide. En l'absence de ponts et de bateaux, les survivants cherchent sur place et trouvent un tunnel souterrain, qui leur permet d'atteindre un quai. Un chercheur basé dans la jungle, le Dr Kessler, raconte aux survivants qu'il croit que la mutation du virus zombie a été créée par l'exposition à des armes chimiques. Il les met en garde et leur explique qu'elles ont été stockés dans les tunnels, et qu'elles pouvaient agir comme un agent mutagène pour transformer le virus dans le corps d'un sujet contaminé et devenir quelque chose d'encore plus dangereux qu'ils ne peuvent plus supprimer.
Comme leur système de déplacement était les tunnels, Harlow expose un survivant secrètement infecté aux produits chimiques pour voir les résultats, le survivant se transforme en un monstre géant. Peu de temps après, le joueur va rencontrer un groupe de résistance de prisonniers évadés qui se sont emparés de la jetée, les survivants vont entrer dans une fureur prolongée involontaire, et tuer tous les prisonniers qui précédemment, voulaient s'emparer de leur armes et provisions. Les survivants atteignent ensuite Henderson, mais lorsqu'ils se réfugient dans une salle de cinéma, Harlow les abandonne.
Le joueur trouve la base militaire qui a été envahie et contacte Serpo, il leur dit qu'il n'y a pas de guerre nucléaire prévue, que Hardy n'est pas digne de confiance, et accepte d'envoyer un hélicoptère pour évacuer les survivants. Hardy admet qu'il a fait la guerre nucléaire afin de remuer les survivants, et à son tour, insiste sur le fait que Serpo n'est pas fiable et ne souhaite qu'évacuer les immunisés pour poursuivre ses recherches. Lorsque l'hélicoptère de Serpo arrive, Hardy monte à bord et Serpo le tue. Les survivants ouvrent ensuite le feu sur l'hélicoptère.
Ils trouvent Serpo vivant près du site du crash, il leur raconte qu'Harlow n'est pas seulement immunisée, mais aussi qu'elle est un terroriste qui cherche à saisir des données et un vaccin dans une zone de quarantaine. Quand les survivants prennent d'assaut le laboratoire dans la zone de quarantaine, ils trouvent Harlow, elle leur dit qu'ils ont délibérément commencé à tester le virus, et il n'existe aucun vaccin. Harlow, cependant, est dans une violente colère, ayant testé le mutagène sur elle-même. Convaincu que le système immunitaire soit trop dangereux, elle prend le mutagène à nouveau et les attaque, ce qui oblige à prendre le mutagène eux aussi et doivent tuer Harlow.
Lorsque les survivants trouvent un bateau, ils sont accueillis par Serpo, il admet qu'il a orchestré les foyers, mais il leur offre de l'aide médicale s'ils viennent avec lui. Les immunisés préfèrent plutôt le laisser aux zombies et évacuer l'île avec les cinq autres survivants. Six jours plus tard, leur bateau s'échoue sur une autre île, apparemment abandonnée. Comme le jeu se termine, un grognement se fait entendre à l'intérieur du bateau, et la porte de la soute est ouverte de l'intérieur et le sort du joueur et des cinq autres survivants est... beaucoup de types de zombies.

## Système de jeu
Riptide reprend la même prise en main que son prédécesseur avec les gâchettes pour les coups ou pour viser et tirer. On peut également s’accroupir, sauter et sprinter. On retrouve toutefois les problèmes de distance pour frapper les zombies et une IA plutôt moyenne.
Le joueur récupère tout ce qu’il peut afin de se guérir et d’assembler des armes. Cela se fera à différents endroits et il faudra avoir acquis de l'expérience. Celle-ci vient avec les points de compétence qui sont obtenus en tuant les zombies.
Au début du jeu, on choisit un ensemble de compétences prédéfinies ou personnalisées pour son personnage. Il peut s’agir d’un ensemble favorisant vos aptitudes au combat, à la survie ou bien d’un ensemble équilibré. Mais en progressant dans le jeu, ces différents compartiments vont évoluer grâce aux points de compétence acquis. Cela confère un aspect RPG à ce FPS : gagner en niveau se traduit par de nouveaux mouvements, facultés et habiletés.
Nouveauté par rapport au premier Dead Island, le joueur peut sauter sur les zombies situés en contrebas par le biais d'une action contextuelle (touche carré), permettant de les tuer instantanément. (note : cela ne s'applique qu'aux contaminés et aux infectés)

### Armes de défense
Les armes présentes dans ce jeu sont très variées, certaines se trouvent plus facilement que d'autres. Selon leur rareté, le nom de celles-ci ont une couleur différente :
- blanc pour commun ;

- vert pour anormal ;

- bleu pour rare ;

- violet pour unique ;

- orange pour légendaire.

Elles sont classées en quatre catégories :
- les armes contondantes (batte de baseball, masse...) ;

- les armes à feu (carabine, pistolet lourd...) ;

- les armes de "corps à corps" (poing américain, griffe...) ;

- les armes à lame (katana, épée chinoise...).

N'importe quelle arme peut être améliorée quatre fois, il suffit juste d'avoir assez d'argent pour pouvoir payer l'amélioration à un établi. Elles deviennent ainsi plus puissantes, plus durables, et/ou plus maniables.
Il est aussi possible de modifier les armes grâce à de nombreux plans appelés "Mods", qui sont obtenus en cherchant un peu partout dans le jeu. Ils octroient chacun des effets différents à l'arme de votre choix. Par exemple, une simple matraque peut devenir une matraque électrique (grâce au "mod électrique") et peut alors électrocuter les zombies après un coup donné. Par conséquent, après avoir utilisé un plan sur une de vos armes, elle devient plus puissante, mais perd souvent en durabilité (elle se casse plus vite). 
Les différents "mods" sont les suivants : clous, cocktail Molotov, venin, éventreur, barbelé, coups et blessures, grands clous, méduse, tranchant, diamanté, griffes de loup, électrique, paralysie, feu liquide, bombe tesla, médiéval, haute tension, volcan, bombe à poison, éclair, torche, baguette magique, tige brûlante, impact, verre, piranha, justice, onde de choc, disque de scie, court-circuit, scorpion, poison d'assassin, entaille, grenade à pulsion sonique, cobra, enfer, déchiqueteuse, crocodile, fusil électrique, bombe collante, requin, toxique, inferno, pied de biche de choc, appât de viande, électrochoc, masse de choc, éruption solaire, bombe étourdissante, bloody mary, choc contondant, phénix, orage, inferno, rasoir, service lourd, et électrothérapie.

### Quelques nouveautés
- Le jeu propose un nouveau véhicule, le bateau à moteur.
- Les armes à feu et les armes de jet infligent beaucoup plus de dégâts que dans le précédent opus.
- De nouvelles armes et objets sont présents dans le jeu : épée chinoise, maillet, fusil à harpon, fusée éclairante, lance-roquettes, fusil de précision, …
- Tous les personnages peuvent obtenir la compétence "fureur de groupe" (qui les empêchent notamment d'être renversés).
- La tronçonneuse peut être réparée, contrairement au précédent opus.
- Les personnages ont de véritables dialogues avec les PNJ, contrairement au précédent opus (où ils se contentaient d'accepter ou de refuser une quête)

### Zombies classiques
Il existe plusieurs types de zombies qui n'ont pas les mêmes compétences, chacun ayant des points forts et des points faibles (sauf pour les zombies "spéciaux").
- Les infectés : ce sont les zombies que vous rencontrerez le plus dans votre aventure. Ils ne sont pas super puissants, mais ils compensent cela par une très grande vitesse. Ils peuvent vous rattraper si vous tentez de fuir.

- Les contaminés : plus gros que les précédents, et donc plus lents, ils disposent d'une puissance plus accrue. De plus, ils peuvent vous agripper et tenter de vous mordre. Vous en trouverez aussi beaucoup au cours de votre périple.

- Les assassins : ce sont des morts-vivants qui ont une barre de vie largement supérieure par rapport aux cas précédents. Ils sont très forts et sont donc dangereux, mais ils se déplacent lentement, ce qui permet d'esquiver leurs coups et de contre-attaquer.

- Les kamikazes : des zombies très lents affligés d'énormes bubons remplis de gaz, qui explosent quand le joueur s'approche trop près. L'explosion permet de décimer les zombies alentour, mais à condition pour le joueur de garder une bonne distance.

- les bouchers : plus rapides que les infectés, ils sont surpuissants niveau attaque et parviennent à esquiver les coups portés.

- Les berserkers : il s'agit d'énormes zombies sanglés dans une camisole de force très résistante. Dès qu'ils repèrent le joueur, ils chargent et tentent de le renverser, infligeant ainsi d'énormes dégâts. De plus, ils donnent de violents coups de pied au joueur qui s'approche trop près ; les attaquer dans le dos quand ils sont étourdis reste la meilleure option.

- Les noyés : de gros zombies qu'on trouve dans les zones inondées et les égouts. Lents mais résistants, ils crachent des jets de vomi toxique et inflammable.

### Nouveaux zombies
- Les zombies amphibies : aussi rapides que les infectés et disposant d'une puissance assez similaire, vous en verrez uniquement dans l'eau. En apparence immobiles, ils se jettent sur le joueur à proximité pour tenter de le mordre.

- Les hurleurs : des zombies assez résistants qui émettent un hurlement strident après s'être approchés rapidement du joueur, l'empêchant temporairement d'attaquer ou de se défendre, le rendant extrêmement vulnérable. Rester à distance est la meilleure tactique.

- Les lutteurs : d'énormes zombies très résistants dont l'un des bras est surdimensionné et dont ils se servent pour attaquer le joueur.

- Les grenadiers : des zombies en combinaison hazmat qui expédient sur le joueur des grenades de chair. Leur point faible est la bonbonne de gaz sur leur dos.

- Les boss : ce sont des zombies très résistants que le joueur affronte dans les "zones mortes." Ils portent des surnoms ("le dévoreur de chair", "l'ogre", …) et ont chacun une histoire.

## Accueil
Le jeu a connu un ressenti assez satisfaisant.